# 丁嫩河
47°20′57″N 7°54′16″E / 47.34913°N 7.90431°E

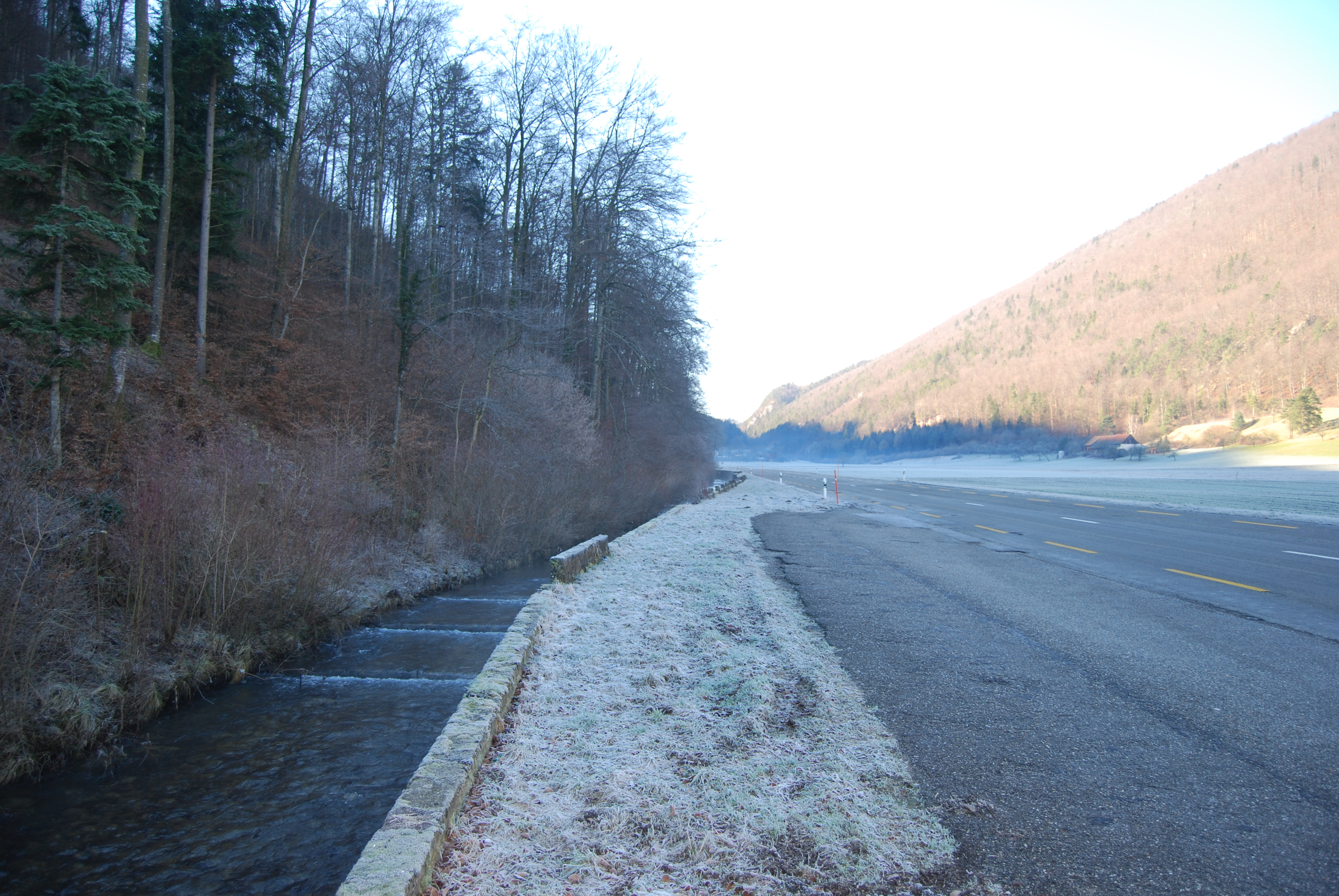

丁嫩河是瑞士的河流，位於該國北部，流經索洛圖恩州，屬於阿勒河的左支流，河道全長36公里，流域面積234平方公里，河口處在奧爾滕附近。